# Гонсало Буено
Гонсало Буено (ісп. Gonzalo Bueno, нар. 16 січня 1993, Монтевідео) — уругвайський футболіст, нападник клубу «Данубіо» та молодіжної збірної Уругваю. Виступав також за низку уругвайських і закордонних клубів.

## Клубна кар'єра
Гонсало Буено народився 1993 року в місті Монтевідео, та є вихованцем футбольної школи клубу «Насьйональ». У 2011 році Буено розпочав професійну кар'єру в основній команді клубу «Насьйональ», в якій грав до 2013 року, взявши участь у 51 матчі чемпіонату. У 2013 році футболіст перейшов до російського клубу «Кубань», проте до основного складу команди не пробився, і керівництво клубу віддало уругвайця в оренду спочатку до його колишнього клубу «Насьйональ», а пізніше до португальського клубу «Уніан Мадейра».
У 2016 році Буено став гравцем колумбійського клубу «Патріотас», проте за головну команду клубу так і не зіграв, і до 2019 року грав у оренді в аргентинському клубі «Естудьянтес», уругвайських клубах «Дефенсор Спортінг» і «Насьйональ», та ще в одному аргентинському клубі «Колон». У 2019 році уругвайський захисник нетривалий час перебував в іспанському клубі «Альмерія», і вже на початку 2020 року грав у чилійському клубі «Універсідад де Консепсьйон». У 2020—2022 роках Буено грав на батьківщині в клубах«Ліверпуль» (Монтевідео), «Дефенсор Спортінг», «Бостон Рівер» і «Сентраль Еспаньйол». На початку 2023 року футболіст перейшов до іспанського клубу «Понтеведра», проте вже цього ж року повернувся на батьківщину до клубу «Данубіо». Станом на 23 лютого 2025 року відіграв за команду 30 матчів в національному чемпіонаті.

## Виступи за збірні
Протягом 2012—2015 років Гонсало Буено грав у складі молодіжної збірної Уругваю. У складі молодіжної збірної грав на молодіжному чемпіонаті світу з футболу 2013 року, на якому уругвайська молодіжка посіла друге місце. Загалом за молодіжну збірну Буено зіграв 11 матчів, у яких забив 2 голи.